# Romain Mesnil
Romain Mesnil (ur. 13 lipca 1977 w Plessis-Bouchard) – francuski lekkoatleta specjalizujący się w skoku o tyczce.
Czterokrotny uczestnik igrzysk olimpijskich (w latach 2000 – 2012), medalista mistrzostw świata i czempionatu Starego Kontynentu. W 1999 wygrał mistrzostwa Europy dla zawodników do lat 23. Wiele razy stawał na podium mistrzostw Francji i reprezentował swój kraj w halowym pucharze Europy oraz pucharze Europy.

## Kariera
Uprawianie sportu zaczynał od gimnastyki. Międzynarodową karierę lekkoatletyczną zaczynał w 1996 roku odpadając w eliminacjach na mistrzostwach świata juniorów w Sydney. Dwa lata później, w 1998, był ósmy na halowych mistrzostwach Europy oraz nie zaliczył żadnej wysokości podczas rozegranych w Budapeszcie mistrzostw Europy na stadionie. Pierwsze znaczące sukcesy odniósł w 1999 zajmując 6. miejsce w finale halowych mistrzostw globu, zwyciężając w młodzieżowym czempionacie Starego Kontynentu oraz zdobywając brązowy medal uniwersjady. W swoim debiucie na igrzyskach olimpijskich – w 2000 roku w Australii – zajął odległe miejsce w eliminacjach i nie awansował do finału. Sezon 2001 rozpoczął od zdobycia brązowego medalu halowych mistrzostw świata. Dobrze zaprezentował się kilka miesięcy później podczas globalnego czempionatu na stadionie zajmując w Edmonton piąte miejsce. Następny rok zakończył bez sukcesów na arenie międzynarodowej – bez powodzenia startował w halowym czempionacie Starego Kontynentu oraz na mistrzostwach Europy. Po zajęciu siódmej lokaty w halowych mistrzostwach globu nie udało mu się latem w Paryżu zaliczyć żadnej wysokości w eliminacjach na mistrzostwach świata (2003). W 2004 ponownie nie awansował do finału igrzysk olimpijskich. Na arenę międzynarodową powrócił w 2006 roku zdobywając wicemistrzostwo Europy. Rok później, w Osace, wywalczył srebrny medal mistrzostw świata. Podczas swojego trzeciego występu na igrzyskach olimpijskich (2008) kolejny raz zakończył swój start już na eliminacjach. Na rozegranych w sierpniu 2009 w Berlinie mistrzostwach świata ponownie stanął na drugim stopniu podium światowego czempionatu. Ósmy zawodnik mistrzostw Starego Kontynentu z 2010. Podczas mistrzostw świata (Daegu 2011) w finale nie zaliczył żadnej wysokości. W 2012 był finalistą halowych mistrzostw świata oraz bez powodzenia brał udział w mistrzostwach Europy. 
Rekordy życiowe: stadion – 5,93 (6 sierpnia 2003, Castres); hala – 5,86 (3 marca 2001, Tuluza).

## Osiągnięcia
| Rok  | Impreza                             | Miejsce           | Pozycja           | Wynik   |
| ---- | ----------------------------------- | ----------------- | ----------------- | ------- |
| 1996 | Mistrzostwa świata juniorów         | Sydney            | el. – 13. miejsce | 5,10    |
| 1998 | Halowe mistrzostwa Europy           | Walencja          | 8. miejsce        | 5,50    |
| 1998 | Mistrzostwa Europy                  | Budapeszt         | el. –             | NH      |
| 1999 | Halowe mistrzostwa świata           | Maebashi          | 6. miejsce        | 5,70    |
| 1999 | Uniwersjada                         | Palma de Mallorca | 3. miejsce        | 5,55    |
| 1999 | Młodzieżowe mistrzostwa Europy      | Göteborg          | 1. miejsce        | 5,93 CR |
| 1999 | Mistrzostwa świata                  | Sewilla           | –                 | NH      |
| 2000 | Superliga pucharu Europy            | Gateshead         | 5. miejsce        | 5,60    |
| 2000 | Igrzyska olimpijskie                | Sydney            | el. – 30. miejsce | 5,40    |
| 2001 | Halowe mistrzostwa świata           | Lizbona           | 3. miejsce        | 5,85    |
| 2001 | Mistrzostwa świata                  | Edmonton          | 5. miejsce        | 5,85    |
| 2002 | Halowe mistrzostwa Europy           | Wiedeń            | el. – 10. miejsce | 5,55    |
| 2002 | Mistrzostwa Europy                  | Monachium         | el. –             | NH      |
| 2003 | Halowe mistrzostwa świata           | Birmingham        | 7. miejsce        | 5,60    |
| 2003 | Superliga pucharu Europy            | Florencja         | 1. miejsce        | 5,75    |
| 2003 | Mistrzostwa świata                  | Paryż Saint Denis | el. –             | NH      |
| 2003 | Światowy finał lekkoatletyczny IAAF | Monako            | 7. miejsce        | 5,45    |
| 2004 | Halowy puchar Europy                | Lipsk             | 4. miejsce        | 5,55    |
| 2004 | Halowe mistrzostwa świata           | Budapeszt         | 7. miejsce        | 5,60    |
| 2004 | Superliga pucharu Europy            | Bydgoszcz         | 1. miejsce        | 5,75    |
| 2004 | Igrzyska olimpijskie                | Ateny             | el. – 18. miejsce | 5,65    |
| 2006 | Superliga pucharu Europy            | Malaga            | 1. miejsce        | 5,70    |
| 2006 | Mistrzostwa Europy                  | Göteborg          | 2. miejsce        | 5,65    |
| 2006 | Puchar świata                       | Ateny             | 4. miejsce        | 5,60    |
| 2007 | Superliga pucharu Europy            | Monachium         | 2. miejsce        | 5,65    |
| 2007 | Mistrzostwa świata                  | Osaka             | 2. miejsce        | 5,86    |
| 2008 | Superliga pucharu Europy            | Annecy            | –                 | NH      |
| 2008 | Igrzyska olimpijskie                | Pekin             | el. – 14. miejsce | 5,55    |
| 2009 | Halowe mistrzostwa Europy           | Turyn             | 7. miejsce        | 5,61    |
| 2009 | Mistrzostwa świata                  | Berlin            | 2. miejsce        | 5,85    |
| 2009 | Światowy finał lekkoatletyczny IAAF | Saloniki          | 4. miejsce        | 5,50    |
| 2010 | Mistrzostwa Europy                  | Barcelona         | 8. miejsce        | 5,60    |
| 2011 | Mistrzostwa świata                  | Daegu             | –                 | NH      |
| 2012 | Halowe mistrzostwa świata           | Stambuł           | 8. miejsce        | 5,50    |
| 2012 | Mistrzostwa Europy                  | Helsinki          | el. –             | NM      |
| 2012 | Igrzyska olimpijskie                | Londyn            | 10. miejsce       | 5,50    |